# Чаладзе, Давид Омарович
Дави́д Ома́рович Чала́дзе (груз.  დავით ჩალაძე; род. 22 января 1976, Тбилиси) — грузинский футболист, нападающий.

## Карьера

### Клубная

#### Начало карьеры
В Тбилиси начал футбольную карьеру. В 1994 году перешёл в украинский «Темп» из Шепетовки. На тот момент клуб выступал в Высшей Лиге. В команде было несколько игроков из Грузии, которых пригласил спонсор клуба грузинский бизнесмен Джумбер Нишнианидзе. Но вскоре вернулся в Грузию, где выступал за «Металлург (Рустави)».

#### «Сконто»
В январе 1997 года перешёл в рижский «Сконто». В сезоне-1997 «Сконто» сделал «Золотой дубль» выиграв чемпионат и Кубок страны. В том же году стал лучшим бомбардиром чемпионата забив 25 мячей в 20 играх. Сезон-1998 провёл в «Алании», но уже через год, транзитом через Бельгию, вернулся в «Сконто». В составе рижан ещё трижды становился чемпионом Латвии и дважды обладателем Кубка страны.

#### «Рубин»
В январе 2002 года стал игроком «Рубина». По итогам сезона «Рубин» завоевал путёвку в Премьер-Лигу, весомый вклад внёс и грузинский форвард, забивший 20 мячей и разделив звание лучшего бомбардира Первого дивизиона с Вячеславом Камольцевым. В сезоне-2003 сыграл в 23 матчах в Премьер-Лиге, проводя на поле в среднем один тайм, и забил 3 мяча.

#### После «Рубина»
В январе 2004 года стал игроком «Анортосиса» из города Фамагуста, который возглавлял Темури Кецбая. В июле 2005 года в третий раз стал игроком «Сконто». Из-за травм так и не смог выйти на прежний уровень и вскоре завершил карьеру.

### В сборной
За сборную Грузии сыграл в 4 матчах, забил гол.
| № | Дата            | Место проведения | Оппонент | Счёт | Голы Чаладзе | Соревнование      |  |
| 1 | 30 мая 1998     | Тбилиси          | Россия   | 1:1  | -            | Товарищеский матч |  |
| 2 | 26 апреля 2000  | Ереван           | Армения  | 0:0  | -            | Товарищеский матч |  |
| 3 | 11 июня 2000    | Таллин           | Эстония  | 1:0  | -            | Товарищеский матч |  |
| 4 | 12 февраля 2003 | Тбилиси          | Молдавия | 2:2  | 1            | Товарищеский матч |  |

Итого: 4 матча; 1 победа, 3 ничьих, 0 поражений.